# Google Fuchsia
Fuchsia ist ein Betriebssystem, das Google seit 2015 entwickelt.
Im Gegensatz zu Googles zuvor entwickelten Betriebssystemen Android und ChromeOS, die auf dem Linux-Kernel basieren, basiert Fuchsia auf dem neuen Kernel Zircon (ehemals Magenta). Zircon wurde vom Projekt Little Kernel abgeleitet, das als Android-Bootloader dient und in C geschrieben ist.
Fuchsia läuft auf verschiedenen Geräten, unter anderem auf Mobiltelefonen und PCs.
Das Symbol des Betriebssystems ist ein abgewandeltes Unendlichzeichen in der Farbe Magenta (englisches Synonym fuchsia).
Im Mai 2017 erhielt Fuchsia eine Shell mit grafischer Benutzeroberfläche mit dem Namen Armadillo.
Die Synchronisierung der Nutzerdaten erfolgt mit dem Modul Ledger.
Spekulationen, Fuchsia solle Android und ChromeOS planmäßig ersetzen, trat Google am 9. Mai 2019 auf seiner Entwicklerkonferenz I/O entgegen. Fuchsia sei vielmehr dazu da, „neue Konzepte rund um Betriebssysteme auszuprobieren“, und werde möglicherweise auf anderen Gerätetypen als Computern, Handys oder Tablets eingesetzt, so Googles Senior Vice President Hiroshi Lockheimer.

## Fuchsia Interface Definition Language
Das sehr modulare Fuchsia-Betriebssystem ermöglicht den Datenaustausch zwischen möglichst vielen Modulen. Dem dient die Fuchsia Interface Definition Language (FIDL). App-Entwickler können Komponenten in verschiedenen Sprachen schreiben oder bestehende Komponenten an FIDL-Vorgaben anpassen. Unterstützt werden die Sprachen C, C++, Dart, Go sowie Rust.
Cross-Plattform-Apps können mit Flutter entwickelt werden – wie auch mit Apples Programmiersprache Swift. Darüber hinaus können mit der Fuchsia-internen virtuellen Maschine Machina Apps anderer Betriebssysteme ausgeführt werden. Insbesondere können viele Android-Apps als APK-Dateien in Fuchsia-spezifische FAR-Dateien konvertiert werden, welche sich unter Fuchsia installieren lassen.